# New Super Mario Bros.
New Super Mario Bros. (ニュー・スーパーマリオブラザーズ, Nyū Sūpā Mario Burazāzu) é um jogo eletrônico de plataforma publicado e desenvolvido pela Nintendo para Nintendo DS. Foi lançado na América do Norte e no Japão em maio de 2006, na Austrália e Europa em junho do mesmo ano. Ele foi o primeiro jogo original de plataforma em 2D estrelando Mario desde Super Mario Land 2: 6 Golden Coins em 1992, e o primeiro a fazer parte da série Super Mario desde Super Mario Sunshine em 2002.
Em geral, o jogo é baseado nos jogos 2D da série, entretanto, não é uma sequência direta ou legítima de Super Mario Bros. 3 ou Super Mario World. New Super Mario Bros. segue o titular Mario no seu desafio de resgatar a Princesa Peach enquanto deve enfrentar os capangas do Bowser. Mario tem acesso a diversos power ups que o auxiliam em sua aventura, incluindo o Super Mushroom, a Fire Flower e o Starman, cada um dando-o habilidades únicas. Enquanto viaja por oito diferentes mundos com um total de 80 níveis, Mario deve derrotar Bowser Jr. e Bowser para que finalmente consiga resgatar a Princesa Peach.
As críticas foram, em geral, favoráveis ao título. Os elogios foram focados nos melhoramentos feitos para a série Mario, enquanto críticas se concentraram na sua simplicidade. New Super Mario Bros. recebeu vários certificados de honra, incluindo prêmios de "Jogo do Mês" das revistas Game Informer e Electronic Gaming Monthly, e a premiação "Escolha dos Editores" da IGN e GameSpot. No Japão, ele quebrou o recorde de maiores vendas logo após o seu lançamento entre os títulos para Nintendo DS. No total, foram vendidos cerca de 30.80 milhões de cópias mundialmente, tornando-o o jogo mais vendido para DS, e o quarto jogo mais vendido para portáteis de todos os tempos.

## Jogabilidade
Enquanto New Super Mario Bros. é visto em 2D, alguns dos personagens e objetos são renderizados em gráficos 3D poligonais em planos de fundo dimensionais, resultando no efeito 2.5D, que simula visualmente gráficos tridimensionais. Pode-se jogar com Mario ou com o seu irmão, Luigi e, semelhantemente aos jogos anteriores da série, pode-se coletar moedas, pular sobre os inimigos e quebrar blocos abertos. Elementos de jogabilidade de títulos tridimensionais da franquia reaparecem, junto a movimentos como o "esmagamento" (com o qual o personagem salta e toma impulso no ar para esmagar o que estiver em baixo), o salto triplo e o ressalto na parede. Inimigos de jogos anteriores, como Petey Piranha, também foram reintroduzidos à série.

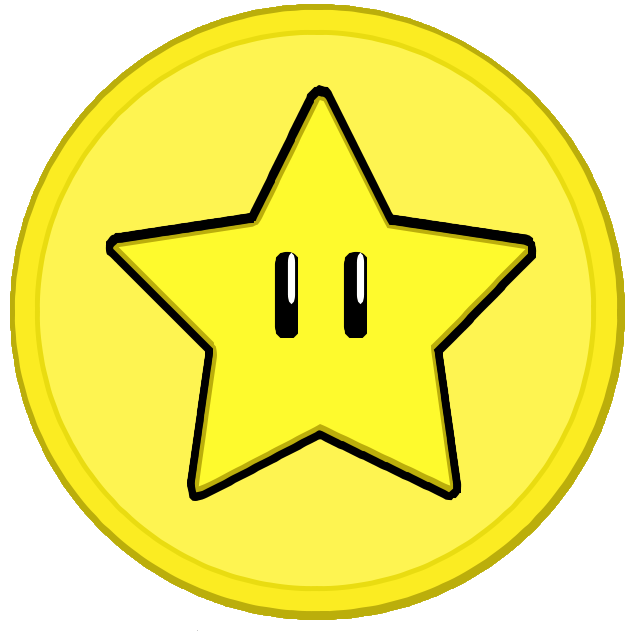
Um total de três Moedas Estrela podem ser encontradas e coletadas em cada estágio

Um total de oitenta estágios são distribuídos em oito mundos distintos; estes estágios são mostrados na tela inferior sensível ao toque quando sendo visualizado o mapa de um mundo. O mapa selecionado aparece na tela superior do DS, que é usado para se navegar entre os seus estágios, cujo objetivo é alcançar a bandeira negra no final de cada um. Ao fim de cada mundo, um chefe deve ser derrotado para se prosseguir ao próximo. Existem três Star Coins (em português, "Moedas Estrela") em cada estágio para serem coletadas, totalizando 240 pelo jogo inteiro. Em troca de tais moedas, pode-se adquirir acesso à casa de Toad e receber itens ou vidas. Pode-se também usar tais moedas para destravar áreas e caminhos especiais no mapa do mundo. Existem seis power ups em New Super Mario Bros. Três power ups de Super Mario Bros. retornam: o Super Mushroom ("Super Cogumelo") faz o personagem crescer em um tamanho (dando-lhe um hit point), a Fire Flower ("Flor de Fogo") permite que o personagem atire bolas de fogo e o Starman o faz invencível por um período de tempo. Ao lado destes, três outros novos foram introduzidos: o Blue Koopa Shell ("Casco de Koopa Azul"), o qual dá a possibilidade do personagem se esconder em um casco para proteger-se e ser capaz de atacar seus inimigos em alta velocidade quando correndo dentro do casco; o Mega Mushroom ("Mega Cogumelo"), que faz o personagem crescer a um tamanho invencível e destruidor por um período de tempo; e o Mini-Mushroom ("Mini Cogumelo"), cujo efeito é dar ao personagem uma estatura bastante pequena, permitindo-o acessar certas áreas antes inacessíveis devido ao tamanho. É permitido que se armazene um power up extra quando o personagem já estiver utilizando algum; esta possibilidade é um elemento de jogabilidade que foi herdado de Super Mario World.

### Modo multijogador
New Super Mario Bros. também possui um modo de multi-jogadores, que consiste de um duelo entre dois jogadores controlando Mario e Luigi em um dos cinco estágios disponíveis com o objetivo de ser o primeiro a obter um número definido de estrelas. Ambos os jogadores podem atacar um ao outro para tentar roubar as estrelas do oponente. Pular em cima do personagem do oponente irá fazê-lo perder uma estrela, enquanto que esmagá-lo irá fazê-lo perder três. Adicionalmente, alguns minigames que estiveram primeiramente presentes em Super Mario 64 DS retornaram, oferecendo opções de multiplayer para aumentar a rejogabilidade. Os minigames são divididos nas categorias Ação, Puzzle, Tabuleiro e "Variedades", totalizando dezoito para um só jogador e dez para múltiplos jogadores. Todos os minigames fazem uso da tela de toque do DS.[carece de fontes?]

## Enredo
Ao início do jogo, Princesa Peach e Mario estão caminhando juntos quando, repentinamente, uma nuvem negra se forma sobre o castelo de Peach e raios atingem o seu telhado. Mario corre ao castelo para checar a situação, o que dá tempo a Bowser Jr. para aparecer e sequestrar Peach. Percebendo o acontecido, Mario rapidamente volta e corre atrás dos dois e, assim, percorre o seu caminho dentre oito mundos perseguindo Bowser Jr. e tentando resgatar a princesa. Ele consegue alcançá-los e ocasionalmente enfrenta Bowser Jr., mas é incapaz de salvar a princesa a tempo das garras do Koopa. No fim do primeiro mundo, Bowser Jr. se esconde em um castelo onde o seu pai, Bowser, espera por seu rival em uma ponte suspensa sobre um abismo cheio de lava. Em uma cena bastante rememorativa do primeiro Super Mario Bros., Mario ativa um botão localizado atrás de Bowser e a ponte desaba, resultando em este último ser jogado na lava e morrer, com a sua carne sendo consumida e deixando um esqueleto que, mais tarde, foi chamado de Dry Bowser.
Mario continua a perseguir Bowser Jr. pelos mundos restantes e derrota mais chefes, até que ele chega a um castelo no Reino Koopa. Lá, Bowser Jr. revive incompletamente o esqueleto de seu pai, criando o Dry Bowser, mas Mario novamente o derrota ao jogá-lo em um abismo. Bowser Jr. mais uma vez foge e segue a um castelo ainda maior, onde ele joga os ossos de seu pai em um caldeirão e o ressuscita completamente em uma forma mais poderosa. Juntos, eles atacam Mario, mas este último consegue jogar ambos em um profundo abismo no local. Na cena final do jogo, Mario resgata a Princesa Peach, que acaba por beijá-lo na bochecha. Após os créditos finais, Bowser Jr. é visto arrastando Bowser inconsciente pelo chão. Este olha para a tela e rosna.

## Desenvolvimento

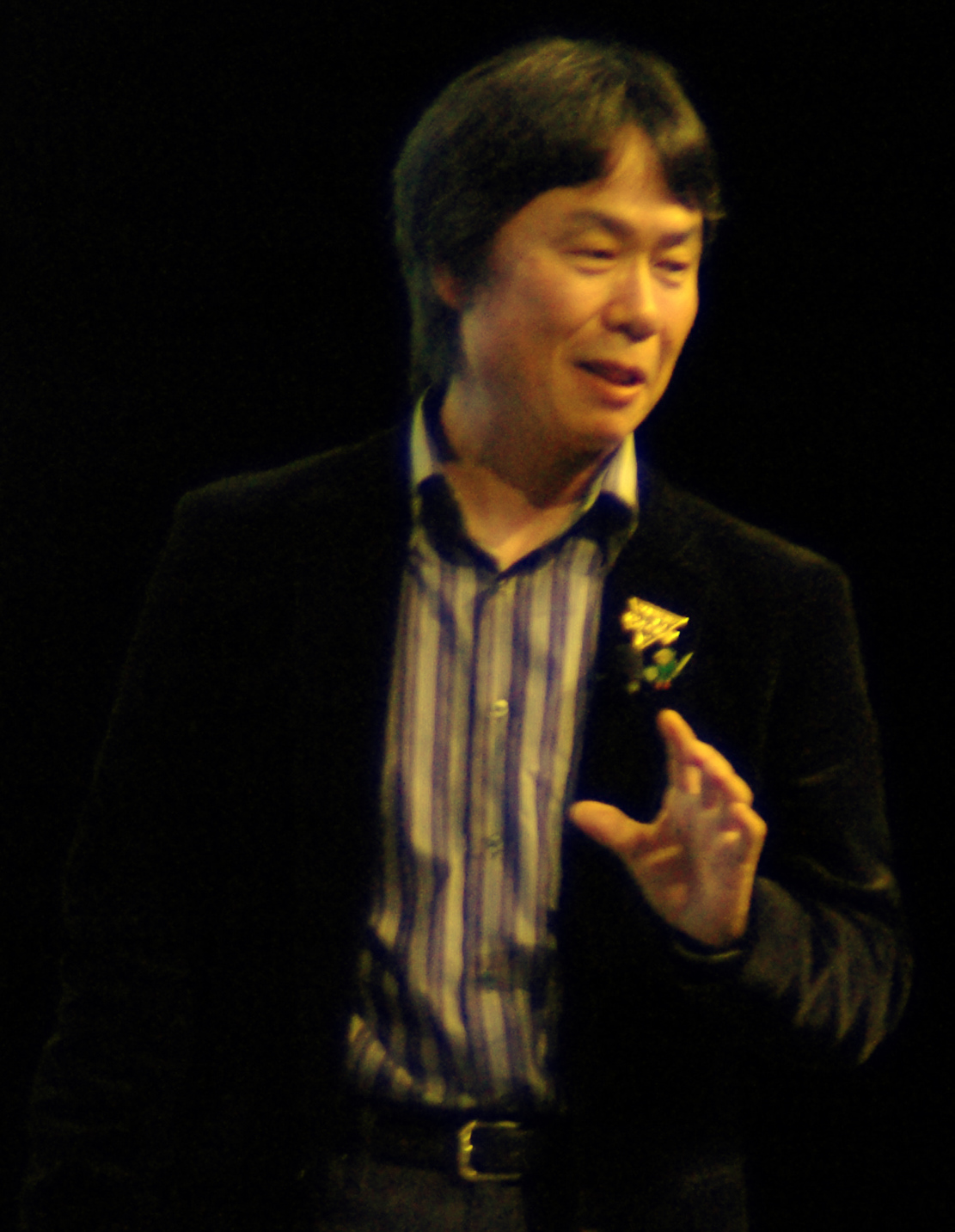
O criador da série, Shigeru Miyamoto supervisionou a produção de New Super Mario Bros.

Após mais de 20 anos do lançamento de Super Mario Bros., a Nintendo anunciou em 21 de fevereiro de 2006 o lançamento de New Super Mario Bros. para o console portátil Nintendo DS em 7 de maio do mesmo ano. Os novos power ups do jogo foram introduzidos na mesma época, incluindo o "Casco Azul" e o "Mega Cogumelo". A Nintendo mencionou que sua jogabilidade seria em 2D mas com modelos em 3D para criar um visual e um toque de 2.5D. O lançamento de 7 de maio foi mais tarde adiado para o dia 21 do mesmo mês, mas eventualmente adiantado para o dia 15 de maio; a Nintendo também planejou lançá-lo perto da mesma data de lançamento do Nintendo DS Lite, em 11 de junho de 2006.
New Super Mario Bros. é o primeiro jogo de plataforma 2D a estrelar Mario desde Super Mario Land 2: 6 Golden Coins, que foi lançado em 1992. Primeiramente revelado na convenção E3 de 2004, New Super Mario Bros. esteve disponível para experimentação na E3 de 2005. Os designers tiveram uma liberdade maior na produção dos designs de New Super Mario Bros. em comparação à produção de outros títulos em 2D da série; personagens, inimigos e objetos poderiam, no caso, ser criados com animações muito mais detalhadas, sem necessidade que fossem criadas à mão. Para proporcionar maior interação visual, os produtores tornaram a câmera do jogo mais dinâmica: ela dá zoom para frente e para trás na ação, dependendo da situação, para fornecer foco onde necessário.
A física possui um papel importante nas mecânicas de jogabilidade aperfeiçoadas de New Super Mario Bros. Com a ausência de restrições rígidas de sprites repetidos e consecutivos para os gráficos, os designers estavam livres para explorar e criar novas mecânicas de jogabilidade. Por exemplo, quando o personagem fica no topo de uma árvore, ela balança para o lado e eventualmente cai caso o personagem permaneça imóvel por muito tempo. O personagem é também capaz de balançar-se em cordas e andar sobre fios que se dobram e se esticam de acordo com a aplicação do seu peso.

### Áudio
No início da produção, os produtores planejaram não usar dublagem para manter o espírito original de Super Mario Bros. Contudo, a dublagem foi eventualmente adotada pelos mesmos, os quais decidiram que daria um bom aspecto ao produto final. Apesar de dublagens terem sido usadas em remakes em 2D de títulos da franquia, New Super Mario Bros. foi o primeiro jogo em 2D pertencente à série principal a utilizar tal recurso. Charles Martinet trabalhou novamente providenciando as vozes de Mario e Luigi, junto a Nicole Mills que dublou a Princesa Peach, Scott Burns como Bowser e Dolores Rogers como Bowser Jr. New Super Mario Bros. possui uma trilha sonora original composta por Asuka Ōta e Hajime Wakai, sob a direção do compositor do primeiro Super Mario Bros., Kōji Kondō. A sua música dita a jogabilidade; os inimigos pulam e dançam de acordo com a canção, o que auxilia os jogadores a prever os movimentos dos inimigos e, às vezes, facilitando o acesso a áreas mais difíceis de alcançar ou secretas.

## Distribuição
New Super Mario Bros. foi lançado pela Nintendo na América do Norte em 15 de maio de 2006, no Japão em 25 de maio, e na Europa em 30 de junho. A Nintendo não especificou o motivo da decisão de adiar o lançamento do jogo em seu mercado natal, o Japão, em dez dias, mas a GameSpot apontou que "é lógico que a empresa simplesmente queira mais alguns dias para aumentas os estoques". No Japão, mais de 480 mil unidades de New Super Mario Bros. foram vendidos no primeiro dia de lançamento e 900 mil cópias foram vendidas nos primeiros quatro dias. Na época, era a estreia de jogo de Nintendo DS com mais vendas no Japão, mas foi ultrapassado por Pokémon Diamond e Pearl. Foi o 26.º jogo mais vendido no Japão em 2008. Nos Estados Unidos, 500 mil cópias de New Super Mario Bros. foram vendidas nos 35 primeiros dias, e a marca de um milhão de cópias vendidas foi alcançada em vinte semanas após o seu lançamento. As vendas mundiais aumentaram constantemente ao longo dos anos, com cinco milhões de cópias vendidas até abril de 2008, 18 milhões até março de 2009, e 30.8 milhões até março de 2016, fazendo-o o jogo mais vendido para Nintendo DS e um dos jogos mais vendidos de todos os tempos.

## Recepção da crítica
Em geral, New Super Mario Bros. recebeu mais críticas favoráveis que adversas, adquirindo uma nota média de 89% de apreciação do site Metacritic. Os elogios se focaram nos melhoramentos feitos à série Mario, enquanto que as críticas se concentraram na simplicidade do título.
New Super Mario Bros. foi elogiado por numerosos críticos, com vários deles afirmando que New Super Mario Bros. foi um dos melhores jogos disponíveis para o portátil Nintendo DS. A GameZone o classificou como o "melhor jogo", que deveria ser comprado por qualquer dono de um DS, e elogiou o seu "grande potencial de exploração" e a sua reinvenção do gênero plataforma. Tom Bramwell, da Eurogamer, afirmou: "Eu já fiz esse tipo de coisa antes centenas de vezes em milhares de dias com o que aparece em dúzias de jogos de Mario. Eu ainda amo isso." Mesmo acreditando que jogadores experientes iriam precisar de pouquíssimo tempo para finalizar o modo de história, a GameSpot qualificou New Super Mario Bros. como "completamente impressionante", afirmando que era "absolutamente necessário" de se possuir. A GamesRadar o considerou uma barganha, esclarecendo que ele possuía "um [modo] solo completamente sólido, um modo de dois jogadores — simples, mas excitante — e então uma coleção de vários jogos rápidos com o stylus".
Vários críticos fizeram comparações entre New Super Mario Bros. e os seus jogos favoritos da série Mario. Apesar de alguns terem opinado que os seus antecessores eram melhores, a maioria dos críticos apreciou a experiência geral deste novo título. Craig Harris, da IGN, entusiasmou-se com New Super Mario Bros., alegando que se tornou o seu novo jogo de plataforma favorito, deixando para trás Super Mario World 2: Yoshi's Island, o seu favorito anterior. Apesar de Super Mario World e Super Mario Bros. 3 terem sido considerados os melhores jogos em 2D da série pelo crítico Mr.Marbles, da GamePro, ele decidiu adotar New Super Mario Bros. como o seu terceiro jogo de Mario favorito, que, segundo ele, possui maior rejogabilidade do que os outros dois. Apesar de possuir novas características como um modo versus, a Game Revolution ainda perguntou-se: "poderá Mario ser novo de verdade novamente?". Greg Sewart, da X-Play, também se sentiu desapontado, qualificando New Super Mario Bros. em um patamar inferior ao dos seus antecessores, mas ainda o considerou o melhor título de "rolagem de tela" disponível para o Nintendo DS.
Os seus gráficos e o áudio receberam elogios em um grande número de matérias. A revista Computer and Video Games ficou entretida pela "bem cortada fatia de [...] Mario", junto aos minigames extras contidos. Os editores da revista acreditaram que o áudio ficou com uma boa qualidade, apesar de ser para Nintendo DS, denotando que "ele iria assustar as calças [sic] daqueles com problema de audição". Apesar dos seus gráficos serem em sua maioria em 2D, a GameSpy ainda considerou a junção de elementos em 2D com outros em 3D perfeita em New Super Mario Bros. A experiência geral do título agradou a 1UP, que aplaudiu a habilidade da Nintendo de "mais uma vez criar uma experiência sólida, agradável e desafiante em um portátil". Contudo, eles ficaram desapontados com a falta de imaginação para este remake.
New Super Mario Bros. recebeu vários prêmios e certificados de honra. Recebeu o prêmio de "Jogo do Mês" da Game Informer e da Electronic Gaming Monthly, e o prêmio de "Escolha dos Editores" da IGN e da GameSpot. Foi também votado como o "Melhor Jogo para Portátil" na Spike TV Video Game Awards de 2006 e "Melhor Jogo para Nintendo DS" na GameSpot, vencendo também a premiação "Melhor Jogo de Plataforma" de ambas a X-Play e Nintendo Power. Além disso, foi premiado como a "Escolha de Jogo Eletrônico" no Teen Choice Awards de 2006, "Jogo da Nintendo do Ano" na Golden Joystick Award de 2006, e alcançou a 30ª colocação na lista dos "100 Melhores Jogos da Nintendo de Todos os Tempos" da Official Nintendo Magazine.